# Karnöffel
Karnöffel (karnöffel, karniffelspiel, kaiserspiel, kaiserjass) er både navnet på det ældst kendte europæiske kortspil hvis regler er bevarede og på en familie af meget specielle kortspil, der er afledt af det. Spillet omtales første gang i 1426 i en forordning i byen Nördlingen i Bayern, i hvilken bystyret godkendte, at det kunne spilles offentligt ved det store årlige marked. Karnöffel spilles traditionelt med det tyske kortsæt eller det schweiziske kortsæt, men kan også tilpasse til det almindelige franske kortsæt.
Karnöffel har ingen egentlig trumffarve, men bestemte kort kan slå bestemte andre kort. Spillet ansås i middelalderen for at være socialt undergravende, fordi kongerne og andre høje kort kunne slås af lave kort. Der eksisterer stadig kortspil af karnöffel typen rundt om i Europa. Det danske medlem af familien er brus. På Grønland spilles vormsi, der formentlig er en variant af brus. På Færøerne spiller enkelte stadig styrvolt, som blev spillet i Danmark i 1600-tallet.